# Gmach Powiatowego Związku Samorządowego w Radomiu
Gmach Powiatowego Związku Samorządowego w Radomiu – zabytkowy budynek znajdujący się w Radomiu u zbiegu ulic Moniuszki i Sienkiewicza.

## Historia

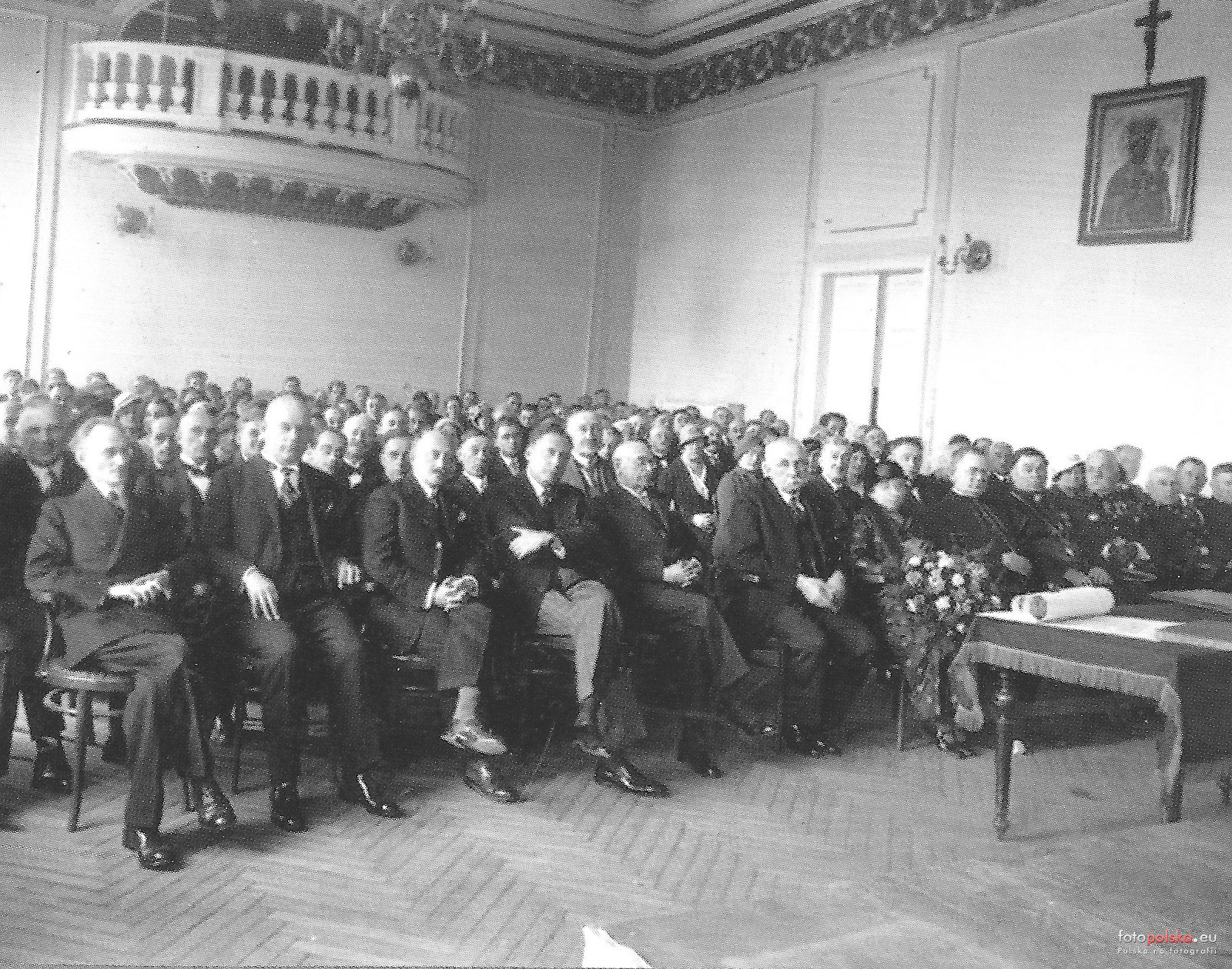
Sala Obrad w gmachu Powiatowego Związku Samorządowego. Okres międzywojenny.

Po odzyskaniu przez Polskę niepodległości w 1918 roku przyjęto nową organizację administracji terytorialnej państwa, w wyniku czego Radom utracił pozycję siedziby władz regionalnych. Jako największe obok Częstochowy i Sosnowca miasto nowo powstałego województwa kieleckiego zyskał status miasta wydzielonego na prawie powiatu. Sytuacja ta sprawiła, że miasto stało się siedzibą dwóch urzędów powiatowych – grodzkiego i ziemskiego, konieczna zatem stała się budowa nowego obiektu dla władz powiatu ziemskiego (według międzywojennej nomenklatury powiatowego związku samorządowego). Nowy gmach, reprezentujący charakterystyczny dla dwudziestolecia międzywojennego tzw. klasycyzujący modernizm, wzniesiono w latach 1925–1927 według projektu Alfonsa Pinno na narożnej parceli u zbiegu ulic Moniuszki i Sienkiewicza. Pierwotną funkcję pełnił budynek do wybuchu II wojny światowej. W latach 1939–1945 zajmowany był przez niemiecką żandarmerię. W okresie PRL był siedzibą Urzędu Bezpieczeństwa oraz Komitetu Miejskiego PZPR. Od 1989 roku gmach jest siedzibą radomskiej Rady Miejskiej oraz niektórych wydziałów urzędu miasta.

## Architektura

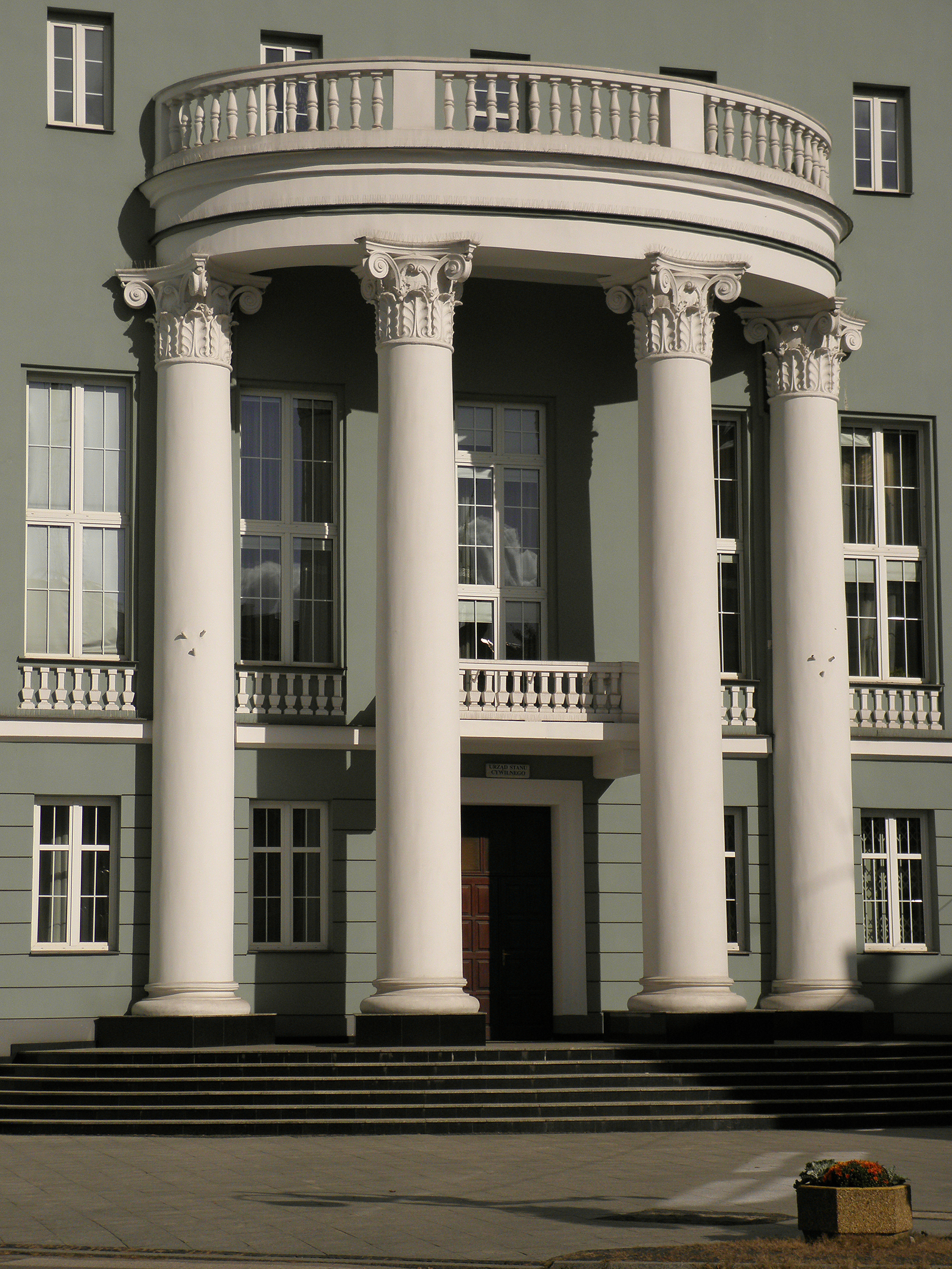
Fronton gmachu.

Czteropiętrowy gmach prezentuje styl klasycyzującego modernizmu i jest dziełem typowym dla okresu dwudziestolecia międzywojennego. Budynek posiada trzy fasady. Boczne, od strony ulic Sienkiewicza i Moniuszki są kolejno sześcio- i pięcioosiowe, od strony fasady narożnej ozdobione jednoosiowymi pseudoryzalitami. Reprezentacyjna fasada narożna posiada pięć osi i ozdobiona jest czterokolumnowym portykiem korynckim, zwieńczonym balustradą. Wnętrza posiadają oryginalny układ i elementy wystroju. Najbardziej reprezentacyjnym pomieszczeniem gmachu jest sala obrad Rady Miejskiej oraz oryginalna, reprezentacyjna klatka schodowa.